# Mycale pellucida
Mycale pellucida är en svampdjursart som först beskrevs av Ridley 1884.  Mycale pellucida ingår i släktet Mycale och familjen Mycalidae. Inga underarter finns listade i Catalogue of Life.